# Stillwater (Nueva York)
Stillwater es un pueblo ubicado en el condado de Saratoga, estado de Nueva York, Estados Unidos. Tiene una población estimada, a mediados de 2021, de 9108 habitantes.

## Geografía
El municipio está ubicado en las coordenadas 42°58′8″N 73°41′14″O / 42.96889, -73.68722 (42.968809, -73.687249).

## Demografía
Según la Oficina del Censo, en 2000 los ingresos medios de los hogares de la localidad eran de $47,579 y los ingresos medios de las familias eran de $53,023. Los hombres tenían ingresos medios por $37,428 frente a los $27,257 que percibían las mujeres. Los ingresos per cápita eran de $19,291. Alrededor del 6.7% de la población estaba por debajo del umbral de pobreza.
De acuerdo con la estimación 2016-2020 de la Oficina del Censo, los ingresos medios de los hogares eran de $86,430 y los ingresos medios de las familias eran de $107,614. Los ingresos per cápita en los últimos doce meses, medidos en dólares de 2020, son de $43,366. Alrededor del 6.2% de la población está por debajo del umbral de pobreza.